# Xã Liberty, Quận Republic, Kansas
Xã Liberty (tiếng Anh: Liberty Township) là một xã thuộc quận Republic, tiểu bang Kansas, Hoa Kỳ. Năm 2010, dân số của xã này là 45 người.